# Walter Wink
Walter Wink, född 21 maj 1935 i Dallas, Texas, död 10 maj 2012 i Sandisfield, Massachusetts, var en amerikansk teolog, professor emeritus i biblisk exegetik vid Auburn Theological Seminary i New York.
Wink arbetade tidigare som församlingspräst och som professor vid Union Theological Seminary i staden New York. 
Wink är känd för sitt arbete med maktstrukturer och han hade en progressiv kristen syn beträffade samtida politiska och kulturella frågor. Han präglade frasen "the myth of redemptive violence" (myten om befriande våld) och har bidragit till avhandlingar om homosexualitet, pacifism och Leben-Jesu-Forschung. Han hör till de akademiker, som är knutna till Jesusseminariet.
Neal Stephenson övertog några av Winks idéer för sina antaganden om förtryckets fenomenologi ("an epidemiology of power disorders"). Wink citeras också flitigt av författaren Philip Yancey. 
I motsats till majoriteten av företrädare för Gay Theology säger Wink öppet: "Jag har sedan länge hållit fast vid, att det handlar om hermeneutik, och att ansträngningar att vrida texten så, att den kommer att betyda något, som den helt klart inte säger, är beklagansvärda. Enkelt sagt, Bibeln är negativt inställd gentemot förhållanden mellan personer av samma kön, och det kan man inte förklara bort." Han tillfogar dock: "Det frågan gäller är vilken vikt denna bedömning skall ha för den kristna etiken." 
Wink utesluter heller inte kategoriskt, att homosexuella personer kan ändra sin inriktning: "Jag stöder dem som har lyckats ändra sin sexuella läggning ... men samtidigt stöder jag också dem som, oavsett anledning, inte kan eller vill detta."